# Goule ès Fées
La goule ès Fées est une grotte marine située dans la commune de Dinard, département d'Ille-et-Vilaine.
Des contes et des légendes y sont aussi rattachés dans la « Littérature orale de la Haute- Bretagne » de Paul Sébillot. Le conte de la Goule aux fées y est relaté de la page 19 à 21.

## Toponymie

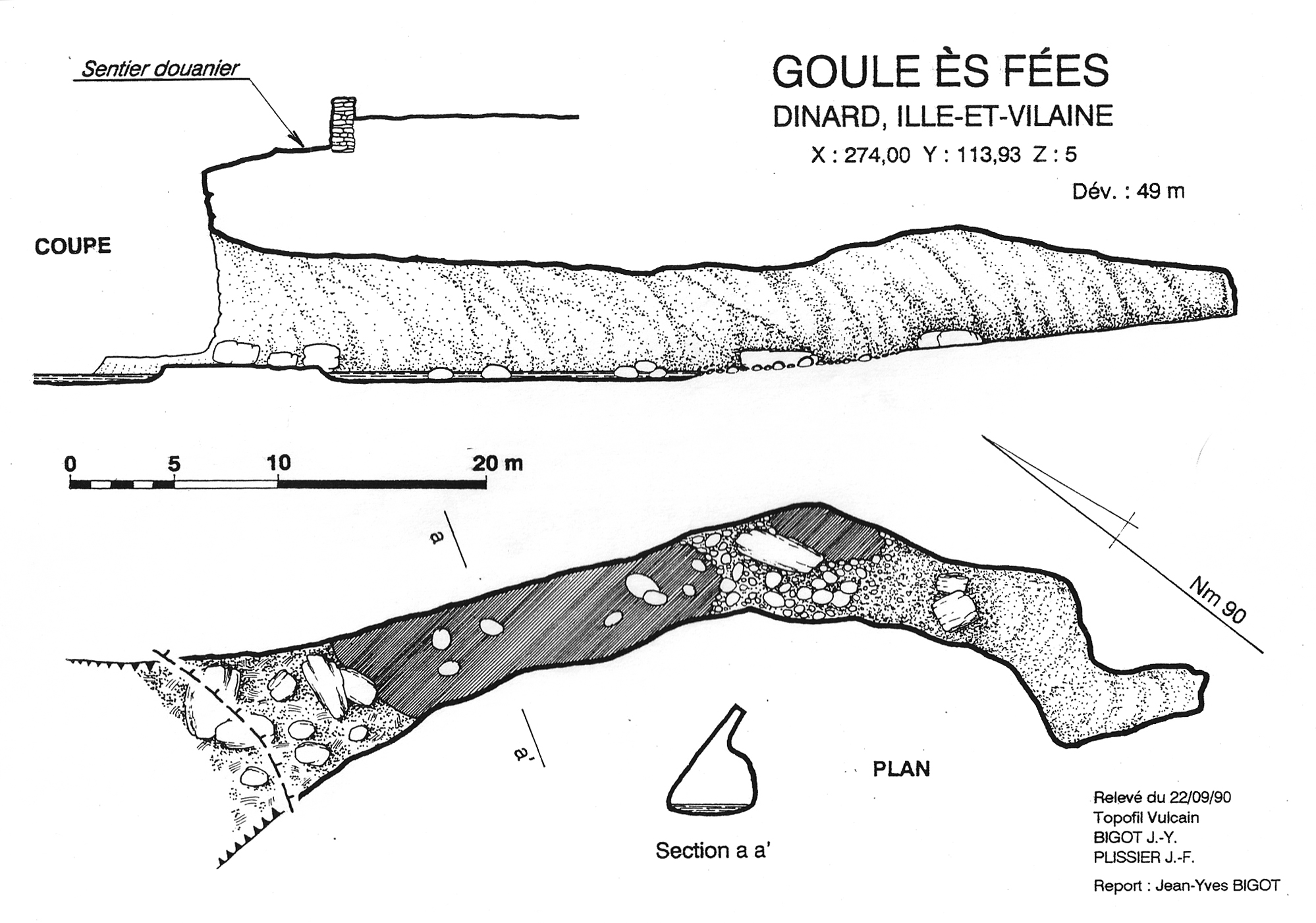
Topographie de la goule ès Fées.

Le graphie goule ès Fées (ou goule aux Fées) est spécifique de la langue gallèse. On trouve cette graphie sur le littoral gallo et également dans les îles Anglo-Normandes. 
Le terme goule, issu du latin gula, gosier, bouche, a la sens de grotte. 

## Spéléométrie
Le développement de cette grotte est de 49 m.

## Géologie
La cavité s'ouvre dans un granite d'âge néoprotérozoïque. 

## Description
La grotte présente une longueur exceptionnelle au regard de la hauteur de la falaise qui reste somme toute modeste. 

## Premières photographies

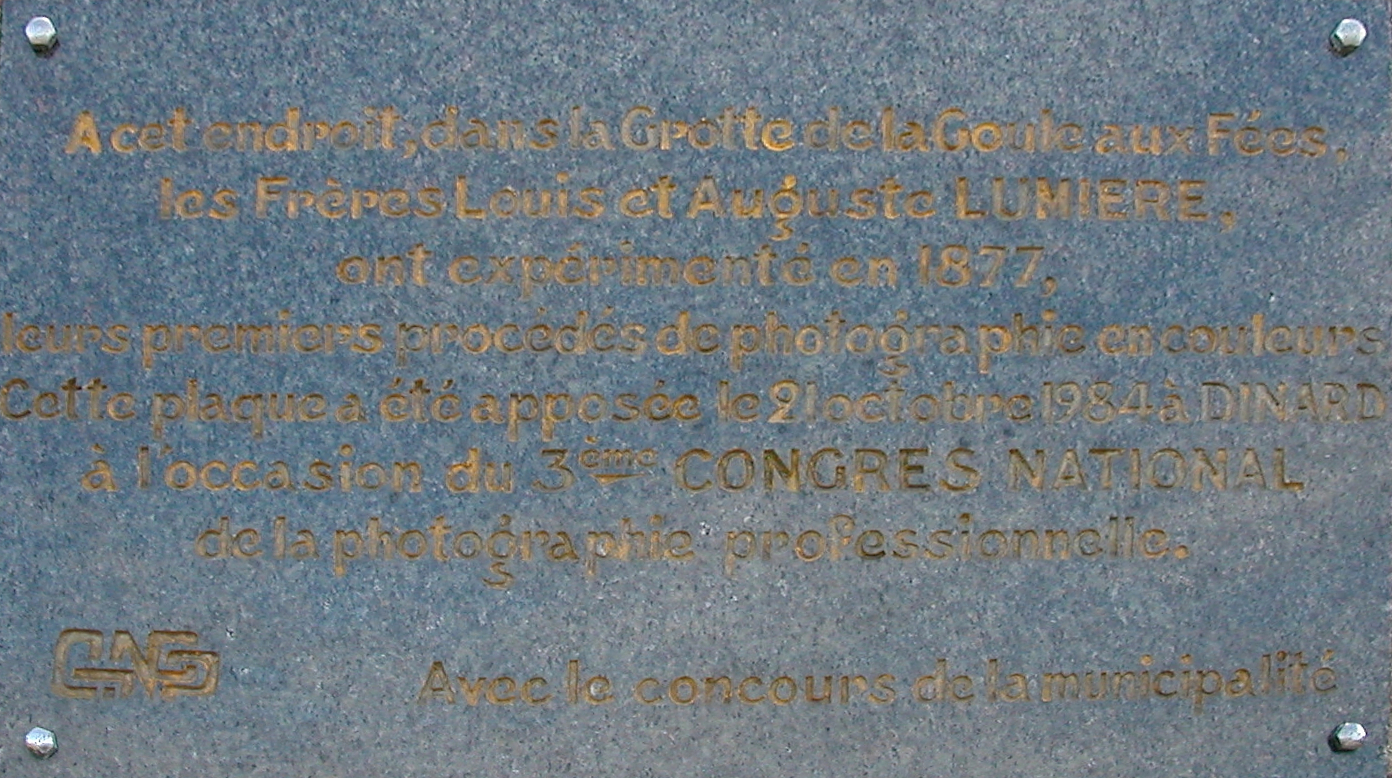
Plaque commémorative des premières expérimentations photographiques des frères Lumière en 1877 dans la goule ès Fées.

La goule a été photographiée en 1877 par les frères Louis et Auguste Lumière, inventeurs du cinématographe, alors qu'ils mettaient au point la première plaque couleur.

## Légendes
Plusieurs légendes relatives à cette cavité ont été recueillies ; il existe deux récits similaires, l'un conté par le directeur du Casino de Dinard et l'autre par le géographe Orain. 
« Sur la côte, une femme fait signe d'approcher à un pêcheur qui se trouve entraîné par les flots à l'intérieur de la grotte. Lorsqu'il s'éveille, il trouve une barque neuve remplie de poissons amarrée devant la goule-ès-Fées. »
La légende recueillie par Paul Sébillot est différente par son contenu mais aussi par sa forme, car rédigée en patois du littoral : 
« Une sage-femme dont les services avaient été requis par les fées de la goule se fit remettre une pommade pour frictionner le nouveau-né avec la recommandation expresse de ne pas en porter à ses yeux. Mais elle désobéit et sa vision changea : la grotte se transforma en château et les fées en princesses. Quelque temps plus tard, grâce à la pommade magique, elle aperçut une fée en train de voler et elle ne put s'empêcher de le dire tout haut. La fée, qui se savait invisible, lui arracha l’œil qu'elle avait frotté avec l'onguent merveilleux. »
Dans cette dernière version, la grotte est dite « escarabe », entendre énorme, quasiment aussi grande que celle des « falâses de Ferhel », entendre les houles ou grottes du cap Fréhel. Ce qui n'est pas tout à fait vrai, car les houles de Fréhel sont de taille plus impressionnante. La grotte a été topographiée le 22 septembre 1990 par Jean-François Plissier et Jean-Yves Bigot. 
Plusieurs références aux grottes lumineuses et mystérieuses apparaissent dans la « Littérature orale de la Haute- Bretagne » de Paul Sébillot. Le conte de la Goule aux fées y est relaté de la page 19 à 21 : Littérature orale de la Haute-Bretagne / par Paul Sébillot | Gallica (bnf.fr). 

## L’étymologie de Goule pour grotte marine
(février 2024).
Goule vient du latin gula, qui donnera aussi gueule. Goule est très utilisé et n'a pas la valeur péjorative de gueule. On l'utilise donc pour parler du visage (la goule ebaobée) de la bouche (en avoir plein la goule) mais aussi comme de l'ouverture (la goule du pu, goule du four etc...).
Il est donc probable que la ressemblance des mots goule/houle est mené à une certaine confusion des deux termes. Ainsi, sur la côte nord de la Haute-Bretagne, on trouve sans grande différence les deux termes pour désigner la même chose parfois même sur la même commune.
Au-delà de l'étymologie, Paul Sébillot en parle dans un de ses ouvrages. Il rapporte par ailleurs le conte de la Goule ès fées (en gallo et en français). Dans le recueil "fées des Houles", on trouve toutes sortes de contes et légendes liées aux grottes marines de Haute-Bretagne.